# Hyundai i40
Hyundai i40 — автомобілі середнього класу корейської компанії Hyundai. 
В березні 2011 року на Женевському автосалоні представлена модифікація з кузовом універсал, в 2012 році з'явиться седан. Універсал Hyundai i40 був розроблений європейським дослідницьким центром, що знаходиться в німецькому місті Рюссельсхаймі.

## Опис

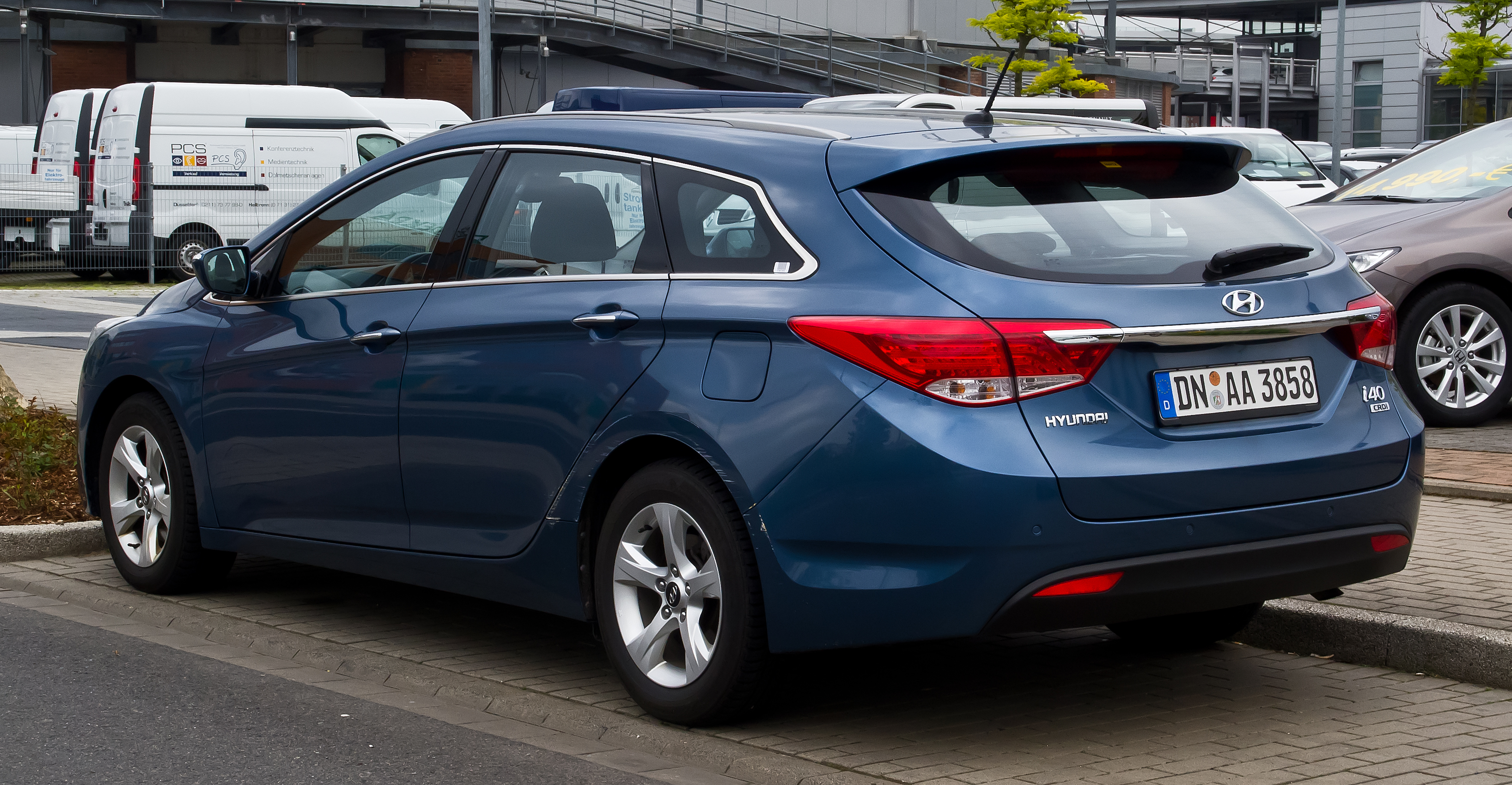
Hyundai i40 універсал

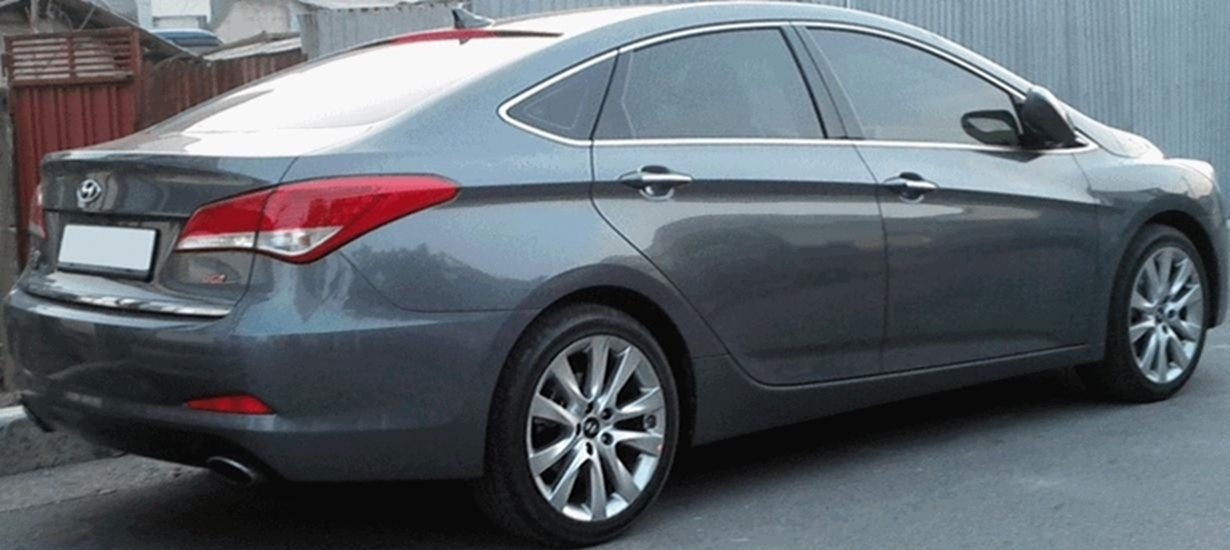
Hyundai i40 седан

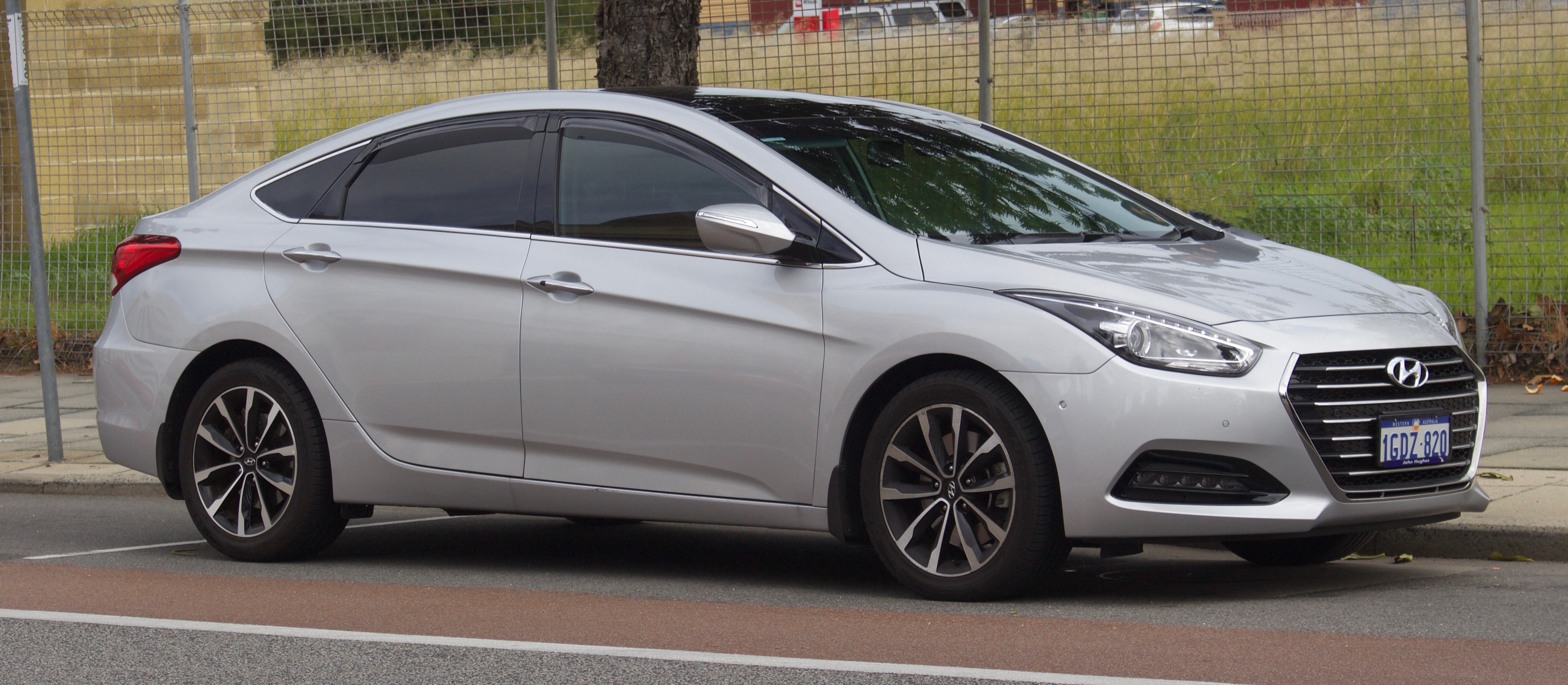
Hyundai i40 седан (з 2015)

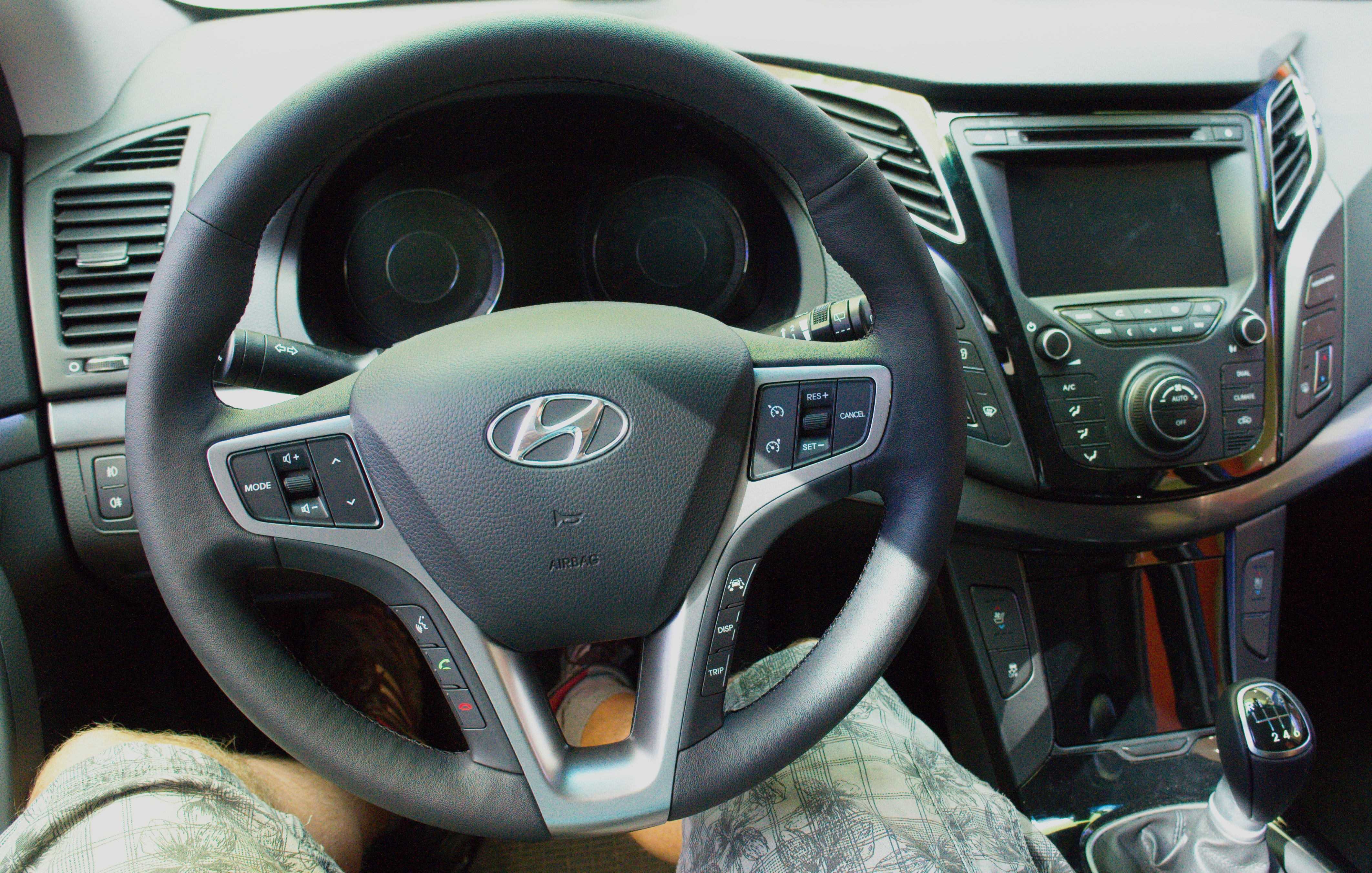
салон

i40 — це ще одна спроба Hyundai після провалу другої Hyundai Sonata застовпити собі місце в європейському сегменті D. Чому тільки там? На ринку Північної Америки непогано продається Sonata 2010 модельного року. А для Старого світу на тій же платформі розроблений седан і універсал трохи менших розмірів. Основний упор — в оснащенні. Стандартне охоплює двозонний клімат-контроль, все склопідіймачі з «автоматами», датчик дощу, сім подушок безпеки, включаючи колінну водійську, мультифункціональне кермо, обшитий шкірою, і датчики паркування по колу. Що говорити про верхній комплектації: електроручник, обігрів обода керма, система автопарковки, сидіння з розвиненою бічною підтримкою, адаптивне освітлення.
Підвіска i40 (McPherson спереду і багатоважільна ззаду) переглянута, автоматична коробка — 6-ступінчаста («механіка» доступна тільки на седані), а основні технічні нововведення — в моторах. Вони повністю оновлені. Це 1,7-літрові дизелі віддачею в 115 або 136 к.с., два «безпосередніх» мотора (1,6 л / 135 к.с. і 2,0 л / 177 к.с.).
У березні 2015 року оновлений i40 був вперше представлений на автосалоні в Женеві. Екстер'єр моделі отримав ряд нововведень. Йдеться про видозмінену решітку радіатора з чітко вираженими шістьма гранями та великою кількістю ламелей. Також автомобіль отримав біксенонові фари з блоком ходових вогнів нової форми, світлодіодні протитуманні фари, новий вид задніх LED-ліхтарів. Зміни зазнав і дизайн колісних дисків.
Устаткування салону моделі доповнено аудіосистемою «третього покоління» з USB і AUX, а також кольоровим сенсорним TFT-дисплеєм (діагоналлю 4,3 дюйма) з виведенням на нього зображення з камери заднього виду (для окремих комплектацій). Також автомобіль оснащений оновленим підлокітником для задніх пасажирів зі спеціальною ємністю для зберігання. Оновилася обробка рульового колеса, центрального підлокітника і важеля перемикання коробки передач.
Лінійка двигунів оновленого i40 поповнилася новим силовим агрегатом. Тепер до раніше доступним бензиновим моторам Gamma 1.6 GDI D-CVVT (135 к.с., 165 Нм) і Nu 2.0 MPI D-CVVT (149,6 к.с., 193 Нм) додався дизельний 141-сильний U2 об'ємом 1, 7 літра (141 к.с., 340 Нм), який пропонується в парі з семиступінчастою роботизованою коробкою передач з двома зчепленнями 7DCT. Седан доступний з будь-яким з трьох моторів, для універсала 1.6 GDI не пропонується.

## Двигуни
| Двигун    | Циліндри | Потужність                        | Крутний момент             | Витрати пального | Коробка передач       | 0-100 км/год | Виробництво |
| --------- | -------- | --------------------------------- | -------------------------- | ---------------- | --------------------- | ------------ | ----------- |
| Бензинові |          |                                   |                            |                  |                       |              |             |
| 1.6 GDI   | 4        | 99 кВт (135 к.с.) при 6300 об/хв  | 164 Нм при 4850 об/хв      |                  | 6-ст. МКПП            |              | з 2011      |
| 2.0 GDI   | 4        | 130 кВт (177 к.с.) при 6500 об/хв | 208 Нм при 4700 об/хв      |                  | 6-ст. МКПП 6-ст. АКПП |              | з 2011      |
| Дизельні  |          |                                   |                            |                  |                       |              |             |
| 1.7 CRDI  | 4        | 85 кВт (115 к.с.) при 4000 об/хв  | 260 Нм при 1250—2750 об/хв | 4,3 л/100 км     | 6-ст. МКПП            |              | з 2011      |
| 1.7 CRDI  | 4        | 100 кВт (136 к.с.) при 4000 об/хв | 255 Нм при 1900—2750 об/хв |                  | 6-ст. МКПП 6-ст. АКПП |              | з 2011      |